# Gagea uliginosa
Gagea uliginosa là một loài thực vật có hoa trong họ Liliaceae. Loài này được Siehe & Pascher miêu tả khoa học đầu tiên năm 1904.